# Референдумы в Эквадоре (2006)
Референдумы в Эквадоре проходили 26 ноября 2006 года одновременно со вторым туром президентских выборов. Голосование включало три вопроса. Избирателей спрашивали, одобряют ли они десятилетний план в области образования, планы по улучшению медицинского обслуживания и использование доходов от нефти для социальных и экономических программ. Все три предложения были одобрены подавляющим большинством избирателей.

## Предвыборная обстановка
10 августа 2006 года президент Альфредо Паласио предложил провести референдум с 15 вопросами. Однако это было отклонено Национальным собранием, поскольку некоторые предложения касались конституционных изменений, которые требовали одобрения парламента. 25 сентября Паласио издал указ 1871 о вынесении на референдум трёх предложений. Это было одобрено Верховным избирательным трибуналом 4 октября, который также назначил дату референдума.

## Предложения

### Десятилетний план в области образования
Десятилетний план в области образования был выдвинут с восемью основными направлениями:
1. Обеспечение всеобщего образования для детей от 0 до 5 лет.
2. Обеспечение всеобщего образования с первого по десятый класс.
3. Увеличение количества студентов, обучающихся на степень бакалавра, как минимум до 75 %.
4. Искоренение неграмотности и усиление образования для взрослых.
5. Улучшение инфраструктуры и оснащения учебных заведений.
6. Повышение качества и справедливости образования и внедрение национальной системы оценки и социальной ответственности в системе образования.
7. Переоценка профессии учителя и улучшение начальной подготовки, повышения квалификации, условий труда и качества жизни учителей.
8. Обеспечение ежегодного увеличения доли сектора образования в ВВП на 0,5 % до 2012 года или не менее 6 % ВВП.

### Улучшение медицинского обслуживания
Предложения в области здравоохранения требовали от Национального собрания одобрения закона, в котором выделяются достаточные финансовые ресурсы для обеспечения всеобщего медицинского страхования, и ежегодного увеличения на 0,5 % доли ВВП, расходуемой на здравоохранение до 2012 года (или до уровня не менее 4 % ВВП).

### Использование нефтяных доходов
Исполнение предложения о доходах от нефти требовало, чтобы Национальное собрание приняло законы в течение пяти месяцев, которые гарантировали бы, что любые доходы от нефтяной промышленности, которые ещё не были распределены в государственном бюджете, будут использоваться для социальных инвестиций или оживления экономики.

## Результаты
| Вопрос                                  | За        | За      | Против  | Против | Пустых бюллетеней | Пустых бюллетеней | Недействительных бюллетеней | Недействительных бюллетеней |
| Вопрос                                  | Голосов   | %       | Голосов | %      | Голосов           | %                 | Голосов                     | %                           |
| --------------------------------------- | --------- | ------- | ------- | ------ | ----------------- | ----------------- | --------------------------- | --------------------------- |
| Десятилетний план в области образования | 4 491 145 | 67,05 % | 412 422 | 6,16 % | 1 273 612         | 19,02 %           | 520 728                     | 7,77 %                      |
| Улучшение медицинского обслуживания     | 4 409 377 | 66,09 % | 511 608 | 7,67 % | 1 201 728         | 18,01 %           | 548 648                     | 8,22 %                      |
| Использование доходов от нефти          | 4 283 238 | 64,21 % | 549 286 | 8,23 % | 1 303 566         | 19,54 %           | 534 853                     | 8,02 %                      |